# فومی‌هیتو، شاهزاده آکی‌شینو
 شاهزاده آکی‌شینو (به ژاپنی: 秋篠宮文仁親王) (متولد ۳۰ نوامبر ۱۹۶۵) ولیعهد فعلی کشور ژاپن، پسر دوم امپراتور سابق کشور ژاپن، امپراتور آکی‌هیتو و برادر امپراتور فعلی ژاپن ناروهیتو است.